# Municipio de Mifflin (condado de Pike)
El municipio de Mifflin (en inglés: Mifflin Township) es un municipio ubicado en el condado de Pike en el estado estadounidense de Ohio. En el año 2010 tenía una población de 1305 habitantes y una densidad poblacional de 10,91 personas por km².

## Geografía
El municipio de Mifflin se encuentra ubicado en las coordenadas 39°6′9″N 83°19′6″O / 39.10250, -83.31833. Según la Oficina del Censo de los Estados Unidos, el municipio tiene una superficie total de 119.66 km², de la cual 119,32 km² corresponden a tierra firme y (0,28 %) 0,34 km² es agua.

## Demografía
Según el censo de 2010, había 1305 personas residiendo en el municipio de Mifflin. La densidad de población era de 10,91 hab./km². De los 1305 habitantes, el municipio de Mifflin estaba compuesto por el 96,93 % blancos, el 0,08 % eran afroamericanos, el 1,23 % eran amerindios, el 0,08 % eran de otras razas y el 1,69 % eran de una mezcla de razas. Del total de la población el 0,08 % eran hispanos o latinos de cualquier raza.